# Friül - Venècia Júlia
El Friül-Venècia Júlia (en italià Friuli-Venezia Giulia, en furlà Friûl-Vignesie Julie, en eslovè Furlanija-Julijska krajina, en alemany Friaul-Julisch Venetien) és una regió amb Estatut Especial (una regió teòricament autònoma) del nord-est de l'Estat italià, voltada per la regió del Vèneto, les repúbliques d'Àustria i Eslovènia i el mar Adriàtic. Està formada per les antigues regions històriques del Friül i de la Venècia Júlia. Té 7.844 kilòmetres quadrats i 1,2 milions d'habitants. Les principals ciutats són Trieste (en vènet Trieste, en eslovè Trst, en alemany Triest; 210.000 hab) i Udine (en furlà Udin, 95.000 hab). Fins molt recentment es componia de quatre províncies: Gorizia, Pordenone, Trieste i Udine (vegeu més avall).
Val a dir que el 9-10 de març de 2007 el municipi de Bladen (Sapade en furlà), illot germanòfon contigu al Friül (del qual havia format part fins al 1852), aprovà en referèndum oficial d'incorporar-se a la província d'Udine. Al cap de deu anys, finalment el parlament italià ho ratificà molt recentment, el 22 de novembre de 2017, amb què la incorporació esdevingué efectiva. Es tracta d'un fet remarcable, perquè és la primera volta en la història que la delimitació d'una "regió italiana" es reforma per decisió popular.

## Orografia
El país és dividit en dues zones orogràfiques diferenciades: al nord, la muntanya, i al sud, la planura. Les principals unitats muntanyenques són:
- Al nord-oest, els Monz Carnichis (Alps Càrnics), amb les alçàries del Canin (2.585 m), el Corno (1.478 m), Coglians (2.781 m), Sernio (2.190 m) i el Carneget (2.322 m).
- Al nord-est, els Monz Julis (Alps Julians), amb les alçàries del Raut (2.026 m), Pramaggiore (2.479 m), Monfalcone (2.548 m), Preti (2.703 m) i Duranno (2.668 m).

Els principals rius que reguen el país són: Tiliment, Livence, Midune, Ciline, Fele, Nadison i Lusinç/Soča. També hi ha alguns llacs (més aviat albuferes), com els de Maran i Grado (Grau). El país, així, es divideix en tres zones:
- Friül Occidental, del riu Livence al Tiliment..
- Friül Central, entre els rius Tiliment i Judri.
- Friül Oriental, fins al riu Timâf/Timava.

## Llengües
La llengua oficial és l'italià. Les llengües autòctones són: 
- a la major part del territori del Friül, el furlà;
- a la província de Trieste (i en alguns sectors del Friül), el vènet;
- en tota la faixa extremoriental, l'eslovè;
- també hi ha illots alemanys.

D'ençà mitjan segle XX els parlants d'aqueixes llengües estan bilingüitzats en italià, i un percentatge important de la població té l'italià com a primera llengua.

### Política lingüística
Històricament l'Estat italià ha estat hostil a totes les llengües altres que l'italià. A partir de la Constitució de 1948 es veié obligat a fer un cert reconeixement d'algunes llengües, però tan sols perquè l'hi obligava el tractat de pau de París (1947), i només en aquelles zones en què l'hi obligava explícitament. Per exemple, en el cas del Friül-Venècia Júlia l'article 3r de l'estatut de la regió només feia referència a la protecció de la llengua eslovena, i de cap altra que no fos l'italià; ara bé: això només s'aplicava a la zona eslovenòfona que havia estat annexada el 1920; no pas a l'annexada el 1866, que no s'esmentava al tractat.
La situació ha canviat en les darreres dècades. D'ençà la llei estatal 482/1999 (15 desembre), Norme in materia di tutela delle minoranze linguistiche storiche, les llengües autòctones tenen un cert reconeixement oficial per part de l'Estat i s'usen en alguns camps de l'administració i l'ensenyament; se n'exceptuen, però, aquelles llengües que l'Estat considera mers dialectes de la llengua italiana, com és el cas del vènet. En el cas del Friül-Venècia Júlia, hi ha, a més a més, legislació regional específica de tutela i promozione sobre el furlà (1996 i 2007), l'eslovè (2001 i 2007) i fins i tot el vènet (2010).
Per a les llengües recongudes segons municipis, i els topònims autòctons corresponents, vegeu Toponímia autòctona del Friül-Venècia Júlia.

## Política i administració
La Regió Autònoma del Friül-Venècia Júlia es regeix per l'Estatut d'autonomia de Friül-Venècia Júlia (de 1963, amb diverses reformes posteriors), que la dota de funcions merament administratives. De manera uniforme amb les altres regions de l'Estat italià, tant de règim ordinari (a statuto ordinario) com autònomes ("de règim especial", a statuto speciale), les institucions regionals són: president de la Regió (presidente della Regione), que en el cas del FVJ és d'elecció directa d'ençà 2001; Consell Regional (Consiglio regionale), assemblea elegida per sufragi universal; i Junta Regional (Giunta regionale), òrgan executiu.

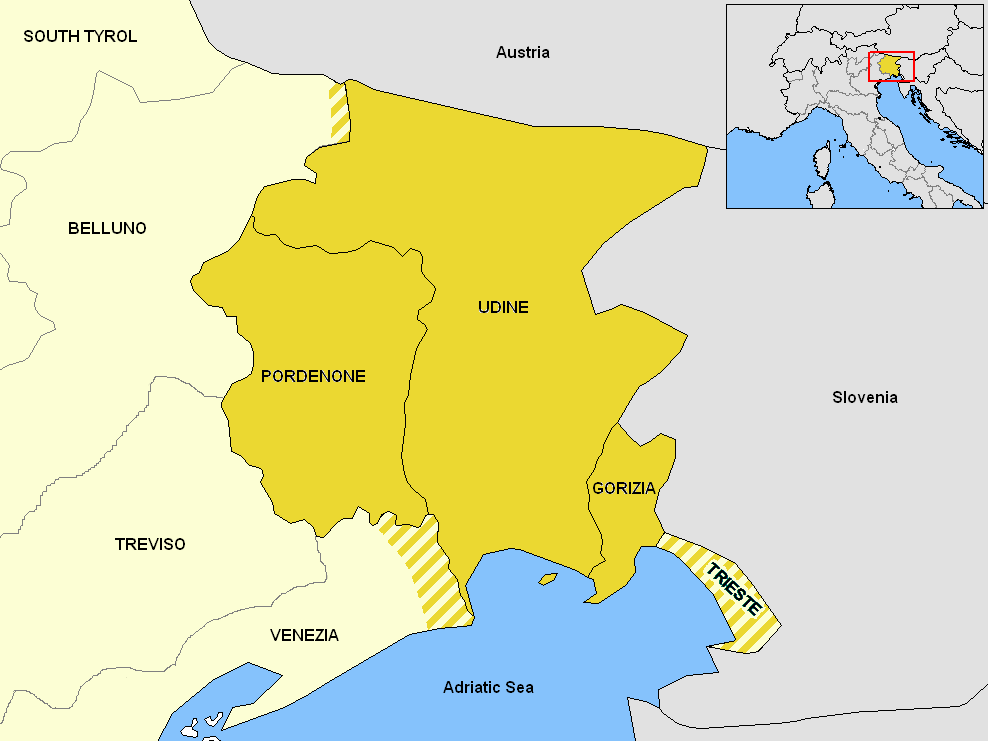
La regió administrativa del Friül-Venècia Júlia. En to llis, les províncies furlanes; en ratllat, la província de Trieste i el Mandament di Puart

## Divisió administrativa

Mapa de la regió amb les quatre entitats de descentralització regionals (EDR, 2020)

Com vèiem més amunt, la regió administrativa constava de les províncies furlanes d'Udine, Pordenone i Gorizia, i de la província vèneto-eslovena de Trieste; però aquesta estructuració administrativo-territorial ha anat canviant.
La llei regional 26/2014, de 12 de desembre, creà divuit UTI (unioni territoriali intercomunali, 'unions territorials intermunicipals'), d'àmbit pseudocomarcal.
Més endavant, la llei regional 20/2016, de 9 de desembre, tot aplicant criteris tecnocràtics, suprimí les quatre províncies, substituïdes per les divuit UTI. En aplicació d'aqueixa llei, les províncies de Pordenone, Gorizia i Trieste foren liquidades el 30 de setembre del 2017, i la d'Udine el 22 d'abril de 2018. Les competències de les províncies es redistribuïren entre la regió i les UTI.
Per a molts aqueixa reestructuració administrativo-territorial evapora i invisibilitza tant el Friül com la regió de Trieste, que juntament amb llurs províncies perden cohesió i representativitat. El 2015 hi hagué una campanya pro referèndum per a reestructurar el Friül-Venècia Júlia segons el model del Trentino-Alto Adige/Südtirol, és a dir, en dues províncies ben caracteritzades com a sengles unitats històriques i lingüístico-culturals, Friül i Trieste, i sense UTI; però la majoria italianista que domina les institucions frustrà aqueixa iniciativa.
Una tercera llei regional, 21/2019, de 29 de novembre, en vigor l'1 de juliol de 2020, restaurà, de fet, totes quatre províncies, ara sota la denominació de EDR (enti di decentramento regionale, 'ens de descentralització regional'), i suprimí les divuit UTI. Per sota continuen existint els 215 municipis (Bladen inclòs).

## Economia
Tradicionalment es basava principalment en l'agricultura (9,4% de la població activa), la ramaderia i la fusta de muntanya. Produeix el 8% del blat de moro d'Itàlia, però també són importants les produccions de blat, patata i bleda-rave sucrera. Només el 18% del terreny és cultivable, però és força ben aprofitat. Fins a la segona guerra mundial es basava únicament en l'agricultura, sobretot al Friül Central, però la producció és insuficient per al consum intern, i només exporta vi i oli d'oliva mercè el capitalisme d'empresa i les noves tècniques de conreu. Després de la guerra es produí un fort despoblament de la muntanya, amb l'abandó dels conreus de la plana i una forta urbanització i industrialització.

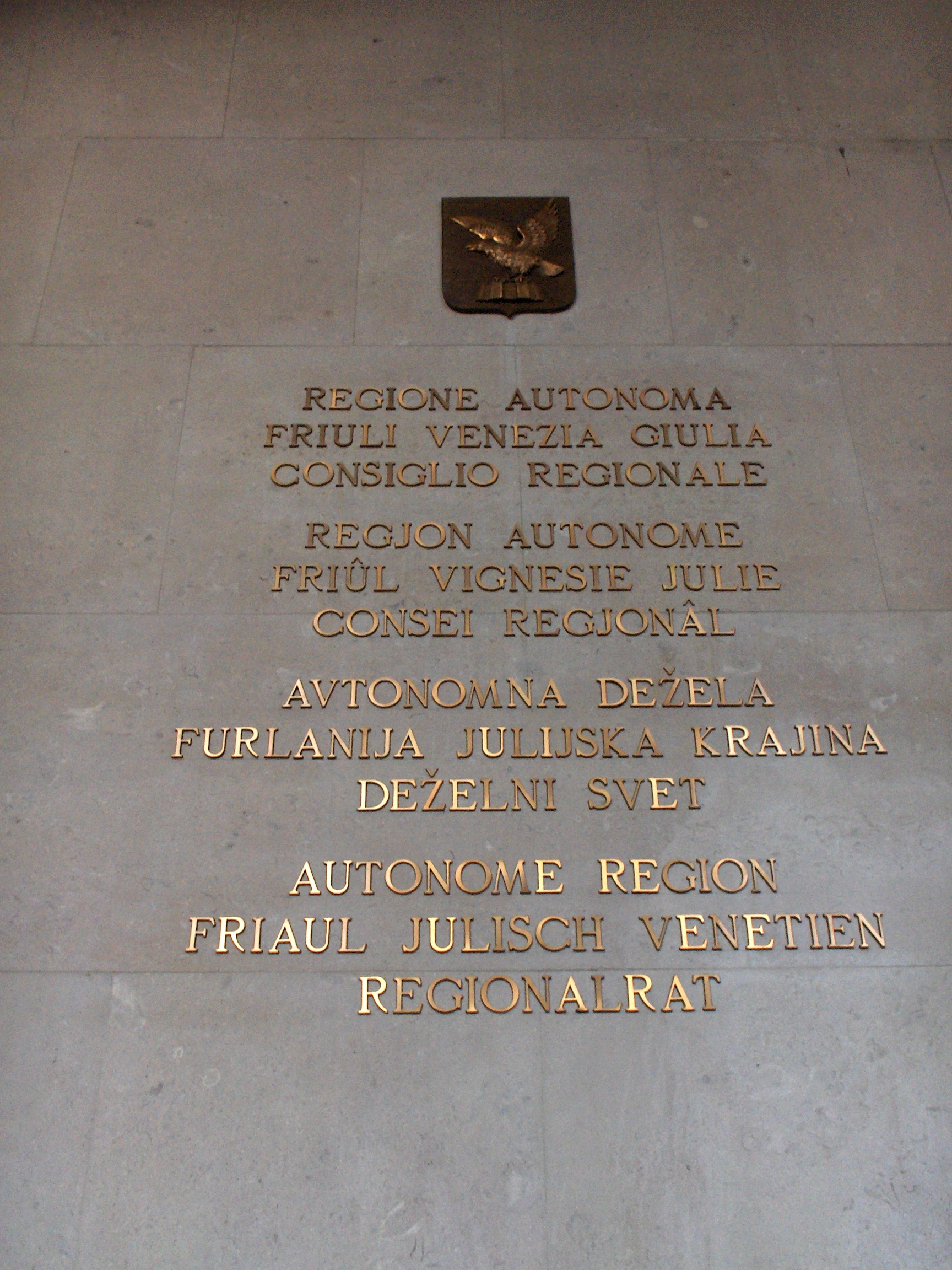
Parlament regional: placa amb les llengües reconegudes per la regió; observeu-hi l'absència del vènet

A partir dels anys cinquanta es produí un fort desenvolupament industrial amb inversió de capital públic i privat no furlà que es va tallar quan la crisi dels anys 70. Tanmateix, a Pordenone, Udine i Manzano hi hagué una certa expansió industrial rapidíssima i rellevant (Snaidero i Zanussi-AEG a Podernone), juntament amb mitjana empresa. Però durant aquells anys també hi hagué una influència negativa de la servitud militar (ja que, en estar al costat de la frontera iugoslava, el Friül era considerat zona calenta), cosa que comportava forces limitacions a les possibilitats d'ampliament dels centres urbans i a la creació d'infraestructures essencials per a l'increment industrial ja existent.
Hi ha una central tèrmica a San Giovanni di Duino, i dues hidroelèctriques a Somplago i Soverzene. Posseeix jaciments de plom i zinc als Alps Càrnics, i s'hi ha instal·lat diverses empreses amb capital monopolístic alemany i austríac. Els principals centres són Pordenone (amb vidrieres, terrissa i tèxtil), Udine (papereres, fusteres i mecànica), Cividale (cimenteres), Gemona (teixits i fusteries), Torviscosa (papereres) i Ronchi dei Legionari (mecànica). Tanmateix, tot això gira al voltant del port de Trieste, un dels més importants de l'Adriàtic, i punt de sortida de les exportacions furlanes.
Darrerament, degut a la crisi econòmica dels anys setanta, s'ha desenvolupat una important indústria turística aprofitant la proximitat amb Venècia, així com el desenvolupament dels esports d'hivern a les Muntanyes Càrniques. Segons dades dels 90, el 5,1% ers dedica a l'agricultura, el 29,5% a la indústria i el 59,6% als serveis.

## Història
La regió administrativa del Friül-Venècia Júlia, prevista per la Constitució de la República Italiana, es constituí en entrar aquesta en vigor, el 1948. Llavors només constava de les províncies d'Udine i de Gorizia, amb què, una mica per casualitat, venia a agrupar quasi tot el Friül històric (llevat del Mandament di Puart).
La seva naixença era conseqüència directa de les justes cessions territorials fetes per Itàlia a Iugoslàvia pel tractat de pau de París (10 febrer 1947), amb la consegüent reestructuració administrativa dels territoris restants. En efecte, fins al 1948 la província d'Udine, furlana, havia estat inclosa en la regió anomenada Venècia Eugània, juntament amb el Vèneto; mentre que la província de Gorizia, tot i furlana, fins llavors havia format part de la regió anomenada Venècia Júlia, de majoria croato-eslovena. De fet, la província de Gorizia de 1948, dràsticament retallada de la major part dels territoris eslovens (i incorporant el sector de l'antiga província de Trieste que restava dins l'Estat italià), era l'única supervivent d'aquella Venècia Júlia sobredimensionada de 1920-1945.
El 1954, arran del repartiment del Territori Lliure de Trieste entre Itàlia i Iugoslàvia, la zona incorporada a Itàlia s'estructurà com a província de Trieste reconstituïda, la qual tot seguit fou inclosa en la regió del Friül-Venècia Júlia, preexistent, bé que la capitalitat passà llavors a Trieste.
La regió fou elevada a (teòricament) autònoma el 1963, en ésser-ne aprovat l'Estatut per la llei constitucional 1963/1 (31 de gener), que entrà en vigor el 16 de febrer. L'estatut ha estat reformat en diverses ocasions (1972, 1979, 1993, 2001).
Les primeres eleccions regionals se celebraren el 10 de maig de 1964.
El 1968 el nombre de províncies passà finalment a quatre, en constituir-se la nova província de Pordenone amb territoris segregats de la d'Udin. Al cap de diverses reestructuracions administrativo-territorials (2014-2019), les quatre províncies subsisteixen avui sota la designació de "ens de descentralització regional" (EDR).
Els poders de la regió han anat augmentant amb les successives reformes estatutàries, però continua essent discutible el marge de contingut polític que comporta aqueixa autonomia. D'altra banda, la vida institucional continua en mans de partits d'àmbit italià i lògica italocèntrica.